# Nazionale di bob delle Isole Vergini Americane
La nazionale di bob delle Isole Vergini Americane è la selezione che rappresenta la Isole Vergini Americane nelle competizioni internazionali di bob.
La squadra ha partecipato a cinque edizioni dei Giochi olimpici invernali.

## Storia
L'idea di fondare una squadra di bob avvenne durante un cocktail party sull'isola di Saint Thomas: John Foster, un uomo d'affari che aveva già rappresentato le Isole Vergini Americane ai Giochi olimpici in tre edizioni estive con la propria barca a vela, chiese all'albergatore Christopher Sharpless se avesse mai provato il bob; pur non avendolo mai fatto, i due prenotarono un viaggio a Lake Placid e si iscrissero a un corso di "introduzione al bob". Dopo essere tornati alle isole, reclutarono alcuni amici benestanti e di mezz'età, acquistarono due slitte italiane per 10.000 dollari e fondarono una squadra. L'iniziativa non fu bene accolta dalla squadra olimpica estiva delle Isole Vergini, per paura che i neobobbisti disonorassero l'isola, rendendosi ridicoli.
La squadra debuttò alle Olimpiadi di Calgary 1988 con due equipaggi di bob a due, classificandosi in fondo alla classifica al 35º e 38º posto, divisi dai due equipaggi messicani con a bordo i quattro fratelli Tamés. La prestazione fu talmente pessima che venne paragonata ad un "autobus che sbatte contro una pista da bowling". Gli americo-verginiani misero anche in palio la "Coppa dei Caraibi", premio non ufficiale e goliardico fra gli equipaggi di bob a due che non avevano una tradizione bobbistica storica e nei cui paesi vi è un clima caldo. Il trofeo venne assegnato alla Nazionale di bob della Nuova Zelanda, anche se in effetti il miglior risultato di una squadra "tropicale" fu il 15º posto della Nazionale di bob di Taipei Cinese (Taiwan), mentre è noto che la Nuova Zelanda ha anche comprensori sciistici.
La delegazione americo-verginiana fu poi invitata da un giornalista del Calgary Herald a giocare al suo club di curling (all'epoca era ancora uno sport dimostrativo alle Olimpiadi). Dopo essersi molto divertiti, presero in considerazione l'idea di formare un club "per quando si fossero sentiti troppo vecchi per il bob". Tre anni dopo, John Foster creò la federazione di curling delle Isole Vergini Americane.
La squadra ispirò la formazione di altre nazionali di bob dei territori non incorporati degli Stati Uniti, come quelle di Portorico (1994-2002) e delle Samoa Americane (1998).
Alle Olimpiadi di Albertville 1992 gli isolani ritornarono in pista con due equipaggi di bob (ultimi posti davanti al secondo equipaggio portoricano che però fu protagonista di un incidente nella seconda manche). Anche in questo caso venne disputato un "Campionato caraibico" olimpico. Anche nel Bob a quattro i due equipaggi giunsero all'ultimo posto.
Alle Olimpiadi di Lillehammer 1994 il bob a quattro migliorò (penultimo), mentre gli equipaggi a due giunsero 38° e 42° (ultimo).
Dal 1998 la nazionale di bob è stata sponsorizzata dal birrificio Coors di Golden (Colorado), per il quale ha girato alcuni spot televisivi mandati in onda negli Stati Uniti. Ciononostante, ai giochi di Nagano 1998 gli equipaggi giunsero di nuovo 33° e 36° (ultimo) nella coppia e 29° (terzultimo) nel quartetto.
A Salt Lake City 2002, ultima partecipazione olimpica, il bob a due fu penultimo (36°), mentre il bob a quattro non riuscì a completare la gara dopo essersi rovesciato nel finale della prima manche, in cui il pilota Keith Sudziarski rimase ferito ricevendo otto punti di sutura al ginocchio, decidendo poi di abbandonare la pista.

## Partecipazione ai giochi olimpici invernali

### Bob a quattro uomini
| Anno | Città          | classifica | Composizione |
| ---- | -------------- | ---------- | --- |
| 1992 | Albertville    | 29° DNF    | Sven Petersen, Michael Juhlin, James Withey, Paul Zar Daniel Burgner, Ernest Mathias, David Entwistle, Bill Neill |
| 1994 | Lillehammer    | 28°        | Zachary Zoller, Paul Zar, David Entwistle, Alexander Poe                                                          |
| 1998 | Nagano         | 29°        | Keith Sudziarski, Christian Brown, Paul Zar, Jeff Kromenhoek                                                      |
| 2002 | Salt Lake City | DNF        | Keith Sudziarski, Paul Zar, Christian Brown, Mike Savitch                                                         |

### Bob a due uomini
| Anno | Città          | classifica | Composizione                                                   |
| ---- | -------------- | ---------- | -------------------------------------------------------------- |
| 1988 | Calgary        | 35° 38°    | Harvey Hook, Chris Sharpless John Reeve, John Foster, Sr.      |
| 1992 | Albertville    | 44° 45°    | Sven Petersen, Bill Neill Daniel Burgner, David Entwistle      |
| 1994 | Lillehammer    | 38° 42°    | Keith Sudziarski, Todd Schultz Zachary Zoller, Paul Zar        |
| 1998 | Nagano         | 33° 36°    | Zachary Zoller, Jeff Kromenhoek Keith Sudziarski, Todd Schultz |
| 2002 | Salt Lake City | 27°        | Quinn Wheeler, Zachary Zoller                                  |